# Liberation (Maslanka)
Liberation is een compositie van David Maslanka. Hij schreef het werk op verzoek van de Conferentie van dirigenten van Japanse harmonieorkesten. Het was dan ook een Japans orkest met koor (in dit geval bestaande uit jonge vrouwen) dat de eerste uitvoering gaf en wel in maart 2010.
Liberation grijpt terug op "Libera me, Domine, de morte aeterna, in die illa tremenda". Maslanka liet horen dat de Dag des oordeels niet meer alleen door God in werking kan worden gezet, maar dat de mens zelf daartoe ook in staat is. Hij verwees daarbij naar de vernietigingskrachten van de Atoombommen op Hiroshima en Nagasaki. Maslanka ging echter van het positieve uit; hij gaf weer dat de slechte krachten uiteindelijk omgebogen kunnen worden naar goede. De muziek is een weergave daarvan en gaat dus van heftige, krachtige en donkere muziek naar lieflijke, lyrische en lichtklinkende.
Maslanka schreef zangstemmen voor bij dit werk, die het Gregoriaanse gezang ten gehore brengt. Hij gaf aan dat het hem niet uitmaakte of dat door een mannen-, vrouwen-, kinder- of gemengd koor wordt vertolkt. Hij schreef de zangstemmen ook in de partijen voor diverse muziekinstrumenten. Bij gebrek aan een koor kunnen de musici de zangpartijen zelf voor hun rekening nemen.